# كازويا ناغاياما
كازويا ناغاياما (باليابانية: 長山 一也) (1 أبريل 1982 في كاغوشيما في اليابان – )؛ هو لاعب كرة قدم ياباني سابق كان يلعب كلاعب وسط.

## وصلات خارجية
- كازويا ناغاياما على موقع رابطة كرة القدم اليابانية للمحترفين (اليابانية)
- كازويا ناغاياما على موقع قاعدة بيانات كرة القدم.إي يو (الإنجليزية)
- كازويا ناغاياما على موقع Soccerway.com (الإنجليزية)